# Полиция Майами (2-й сезон)
Второй сезон американского телесериала «Полиция Майами», транслировался на канале NBC с 27 сентября 1985 года по 9 мая 1986 года, всего вышло 22 эпизода.

## Эпизоды
| № общий | № в сезоне | Название                                                 | Режиссёр            | Автор сценария                                                                              | Дата премьеры    | Произв. код | Зрители в США (млн) |
| --- | ---------- | -------------------------------------------------------- | ------------------- | ------------------------------------------------------------------------------------------- | ---------------- | ----------- | ------------------- |
| 23 | 1          | «Блудный сын» «Prodigal Son»                             | Пол Майкл Глейзер   | Дэниэл Пайн                                                                                 | 27 сентября 1985 | 60013       | 19.9                |
| Отдел нравов устраивает облаву на колумбийских наркобаронов братьев Ревильес. Братьям удаётся ускользнуть и они сбегают в Нью-Йорк. Управление по борьбе с наркотиками не может близко к ним подобраться, поскольку те имеют на руках списки всех агентов. Таким образом, Крокетт и Таббс отправляются в командировку в Нью-Йорк, где выдают себя за поставщиков крупной партии кокаина. Местные дилеры не хотят вести с ними дела, так как в городе всё контролируют колумбийцы. В таком случае напарники громят склад братьев Ревильес, чтобы заставить тех работать с собой. Будучи в Нью-Йорке Таббс снова встречает свою старую подругу Валери, а Санни знакомится с девушкой по имени Маргарет, которая оказывается информатором у бандитов. Приглашённые актёры: Луис Гусман (Мигель Ревильес), Мигель Пинеро (второй брат Ревильес), Джин Симмонс (Ньютон Блэйд), Пенн Джиллетт (Джимми Борджес), Джулиан Бек (Джей Джей Джонстон), Энтони Хилд (Рене), Пэм Гриер (Валери Гордон), Джеймс Руссо (Фрэнк Сакко), Чарльз Стэнли Даттон (полицейский), Билл Смитрович (агент управления по наркотикам) |            |                                                          |                     |                                                                                             |                  |             |                     |
| 24 | 2          | «Любыми средствами» «Whatever Works»                     | Джон Николелла      | Морис Хёрли                                                                                 | 4 октября 1985   | 60025       | 18.0                |
| В городе происходят ритуальные убийства полицейских. Кастилло обращается за помощью к жрице религии сантерия, которая объясняет, что полицейские были убиты из чувства мести. В отделе нравов подозревают, что эти полицейские могли быть нечисты на руку. Приглашённые актёры: Эрта Китт (Чата), Мартин Ферреро (Иззи Морено), The Power Station (музыканты в клубе) |            |                                                          |                     |                                                                                             |                  |             |                     |
| 25 | 3          | «Куда не ходят автобусы» «Out Where the Buses Don't Run» | Джим Джонстон       | Сюжет: Дуглас Ллойд Макинтош и Джоэл Сурноу Сценарий: Дуглас Ллойд Макинтош и Джон Манкевич | 18 октября 1985  | 60006       | 17.1                |
| В отдел нравов заходит детектив в отставке по имени Хэнк Вэлдон, который рассказывает, что знает, где искать одного известного гангстера, который уже пять лет считается мёртвым. В прошлом Хэнк Вэлдон был хорошим копом, но сошёл с ума на работе и попал в сумасшедший дом. В отделе нравов не знают, верить его информации или нет. Неожиданно предсказания Хэнка начинают сбываться. Приглашённые актёры: Брюс Макгилл (Хэнк Вэлдон), Литл Ричард (священник Марвелл Куинн), Дэвид Стрэтэйрн (Марти Лэнг) |            |                                                          |                     |                                                                                             |                  |             |                     |
| 26 | 4          | «Пекло» «The Dutch Oven»                                 | Абель Феррара       | Морис Хёрли                                                                                 | 25 октября 1985  | 60003       | 17.0                |
| Труди во время погони застрелила преступника и теперь против неё ведётся проверка. Чтобы не быть одной в этой стрессовой ситуации, она возвращается к своему бывшему парню. Далее Труди знакомится с его новым другом Адонисом, который оказывается крупным наркодилером. Теперь Труди не знает, как ей быть, ведь она полицейский и должна арестовать Адониса. Приглашённые актёры: Кливант Деррикс (Дэвид Джонс), Джанкарло Эспозито (Адонис), Дэвид Йохансен (певец на вечеринке) |            |                                                          |                     |                                                                                             |                  |             |                     |
| 27 | 5          | «Друзья» «Buddies»                                       | Гарри Мастроджордж  | Фрэнк Милитери                                                                              | 1 ноября 1985    | 60020       | 17.7                |
| Молодая мать-одиночка случайно похищает документы, принадлежащие мафии, и теперь бандиты преследуют её. Крокетт же узнаёт, что его старый хороший друг оказывается родственником мафиозного босса. Приглашённые актёры: Джеймс Ремар (Роберт Канн), Натан Лейн (Морти Прайс), Фрэнки Валли (Фрэнк Досс) |            |                                                          |                     |                                                                                             |                  |             |                     |
| 28 | 6          | «Отеческое чувство» «Junk Love»                          | Майкл О'Херлихи     | Джулия Кэмерон                                                                              | 8 ноября 1985    | 60017       | 18.9                |
| Для того чтобы подобраться поближе к одному наркобарону Крокетт и Таббс используют проститутку, которую он любит, и её сутенёра. Позже полиция узнаёт, что в этой истории всё намного сложнее, чем это казалось поначалу. Приглашённые актёры: Майлс Дейвис (Айвори Джонс) |            |                                                          |                     |                                                                                             |                  |             |                     |
| 29 | 7          | «Байка о козле» «Tale of the Goat»                       | Майкл О'Херлихи     | Джим Тромбетта                                                                              | 15 ноября 1985   | 60036       | 19.0                |
| Умирает один гаитянский шаман-гангстер. Его соратники пытаются его оживить при помощи магии вуду. Полиция разыскивает этого зомби по всему городу. Приглашённые актёры: Кларенс Уильямс III (Легба), Майкелти Уильямсон (Сильвио Ромулус) |            |                                                          |                     |                                                                                             |                  |             |                     |
| 30 | 8          | «Засада» «Bushido»                                       | Эдвард Джеймс Олмос | Джон Ликли                                                                                  | 22 ноября 1985   | 60042       | N/A                 |
| Лейтенант Кастилло пытается спасти и защитить семью своего старого друга. Он был агентом ЦРУ и работал в Советском Союзе. Теперь в Майами за его семьёй охотятся агенты КГБ. Приглашённые актёры: Дин Стоквелл (Джек Грецки), Дэвид Раш (Сёрф) |            |                                                          |                     |                                                                                             |                  |             |                     |
| 31 | 9          | «Оплачено» «Bought and Paid For»                         | Джон Николелла      | Марвин Купфер                                                                               | 29 ноября 1985   | 60024       | 20.9                |
| Избалованный сын боливийского генерала изнасиловал подругу Джины. Джина пытается засадить его в тюрьму, но это оказывается непросто, ведь у него серьёзные покровители. Приглашённые актёры: Линн Уитфилд (Одетт), Жоаким Ди Алмейда (Роберто Арройо), El DeBarge (певец), Мартин Ферреро (Иззи Морено) |            |                                                          |                     |                                                                                             |                  |             |                     |
| 32 | 10         | «Возвращение» «Back in the World»                        | Дон Джонсон         | Терри Макдоннелл                                                                            | 6 декабря 1985   | 60023       | 19.9                |
| Когда Крокетт принимал участие в войне во Вьетнаме, он слышал истории про некоего «сержанта», который переправлял наркотики из Вьетнама в Америку в мешках для трупов. С момента окончания войны прошло уже 10 лет, но именно сейчас на улицах стал появляться кокаин, похожий на тот, вьетнамский. Санни помогает чудаковатый журналист Айра Стоун, старый знакомый ещё по Вьетнаму. Приглашённые актёры: Боб Балабан (Айра Стоун), Дж. Гордон Лидди (Уильям Мэйнард), Пэтти Д’Арбанвилл (миссис Стоун), Иман (Дакота) |            |                                                          |                     |                                                                                             |                  |             |                     |
| 33 | 11         | «Фил зазывала» «Phil the Shill»                          | Джон Николелла      | Пол Даймонд                                                                                 | 13 декабря 1985  | 60037       | 20.5                |
| Полиция ведёт наблюдение за очередным наркоторговцем. В это время Свитек участвует в телевикторине посвящённой Элвису Пресли. Несмотря на свои знания, он проигрывает, так как ведущий шоу находится в сговоре с другим участником. Зито и Свитек начинают следить за этим телеведущим, когда внезапно его путь пересекается с наркоторговцем, которым как раз занимается отдел нравов. Приглашённые актёры: Фил Коллинз (Фил Мейхью), Мартин Ферреро (Иззи Морено), Кира Седжвик (Сара Макфейл), Эмо Филипс (участник телевикторины) |            |                                                          |                     |                                                                                             |                  |             |                     |
| 34 | 12         | «Над Майами ясное небо» «Definitely Miami»               | Роб Коэн            | Махйкл Анеманн и Дэниэл Пайн                                                                | 10 января 1986   | 60012       | 20.6                |
| Крупный мафиозный босс Сержио Клименти согласился сотрудничать с полицией и сдать своих сообщников в обмен на собственную неприкосновенность и встречу со своей сестрой. Полиция не знает, как поступить, ведь сестра давала на суде показания против брата и находится под программой о защите свидетелей. Ей может угрожать опасность. В это время Крокетт знакомится с девушкой, у которой серьёзные проблемы с мужем. Санни пытается помочь, когда выясняет, что её муж — наркоторговец. Приглашённые актёры: Тед Ньюджент (Чарли), Ариэль Домбаль (Кэлли), Камала Лопез (Мария Рохас), Альберт Холл (Джо Далва) |            |                                                          |                     |                                                                                             |                  |             |                     |
| 35 | 13         | «Всесильный доллар» «Yankee Dollar»                      | Аарон Липстадт      | Джон Манкевич и Дэниэл Пайн                                                                 | 17 января 1986   | 60047       | 19.1                |
| Стюардесса Сара, знакомая Крокетта, перевозит наркотики в своём желудке. Одна капсула случайно прорывается и Сара умирает от передозировки. Теперь полиция ищет человека, которому предназначался этот кокаин. Приглашённые актёры: Нед Эйзенберг (Чарли Глайд), Остин Пендлтон (Макс Рохо), Клэйтон Ронер (Тимми Дэвис), Пепе Серна (Забадо), Энн Карлайл (Лидия Шугарман) |            |                                                          |                     |                                                                                             |                  |             |                     |
| 36 | 14         | «Билет в один конец» «One Way Ticket»                    | Крэйг Болотин       | Крэйг Болотин и Джон Манкевич                                                               | 24 января 1986   | 60040       | 20.7                |
| Кто-то убивает генерального прокурора прямо на свадьбе его дочери. Отдел нравов занимается этим делом. Приглашённые актёры: Лотер Блюто (Филипп Сагот), Джон Хёрд (Лоуренс Тёрмонд), Ян Хаммер (музыкант на свадьбе) |            |                                                          |                     |                                                                                             |                  |             |                     |
| 37 | 15         | «Хрупкая мисс опасность» «Little Miss Dangerous»         | Леон Ичасо          | Фрэнк Милитери                                                                              | 31 января 1986   | 60038       | 18.4                |
| Юная проститутка страдает психическим расстройством, она убивает своих клиентов при помощи ножа. Отдел нравов занимается этим странным делом. Приглашённые актёры: Фиона (Джеки), Ларри Джошуа (Кэт), Джули Бовассо (бездомная) |            |                                                          |                     |                                                                                             |                  |             |                     |
| 38 | 16         | «Флоренция» «Florence Italy»                             | Джон Николелла      | Уилтон Кроули                                                                               | 14 февраля 1986  | 60011       | 18.7                |
| В городе проходят автомобильные гонки. В это время кто-то убивает несовершеннолетнюю проститутку. В полиции подозревают, что убийца один из гонщиков. Приглашённые актёры: Дэнни Салливан (Дэнни Теппер), The Fat Boys |            |                                                          |                     |                                                                                             |                  |             |                     |
| 39 | 17         | «Дела французские» «French Twist»                        | Дэвид Джексон       | Сюжет: Майкл Хогган и Джейсон Саммерс Сценарий: Джейсон Саммерс                             | 21 февраля 1986  | 60049       | 20.0                |
| Девушка-фотограф случайно становится свидетелем убийства. Свидетельницу берёт под свою охрану полиция. Искать же преступника копам помогает агент Интерпола из Франции, но Таббс подозревает, что она ведёт какую-то свою игру. Приглашённые актёры: Леонард Коэн (Франсуа Золан), Лиза Айкхорн (Даниэль Ер) |            |                                                          |                     |                                                                                             |                  |             |                     |
| 40 | 18         | «В долгах» «The Fix»                                     | Дик Миллер          | Чак Адамсон                                                                                 | 7 марта 1986     | 60008       | 18.1                |
| Отдел нравов начинает присматривать за судьёй, который назначает подозрительно маленькие суммы залога для преступников. Выясняется, что у судьи проблемы с деньгами, он много проиграл на тотализаторе и теперь залез в долги к бандитам и ему приходится выполнять их задания. Теперь они хотят, что бы судья уговорил своего сына-баскетболиста провалить игру. Приглашённые актёры: Билл Расселл (судья Фергюсон), Бернард Кинг (Мэтт Фергюсон), Харви Файерстин (Бенедикт), Майкл Ричардс (Пагони) |            |                                                          |                     |                                                                                             |                  |             |                     |
| 41 | 19         | «Расплата» «Payback»                                     | Аарон Липстадт      | Роберт Крайс                                                                                | 14 марта 1986    | 60048       | 18.2                |
| Полиция охотится на неуловимого наркобарона, который живёт на яхте в море и общается только через посредников. В помощь Крокетту и Таббсу приписывают двух копов из других отделов, чтобы наконец поймать этого Пуэнтэ. При этом наркобарон сам разыскивает некоего копа по имени Санни Крокетт, поскольку считает, что у того могут быть его деньги потерянные несколько лет назад. Приглашённые актёры: Фрэнк Заппа (Марио Пуэнтэ), Дэн Хедайя (Ройбен Рудольфо), Роберто Дуран (Хесус Марото), Грэм Беккел (Кевин Кейтс / Лу Карлин) |            |                                                          |                     |                                                                                             |                  |             |                     |
| 42 | 20         | «В свободной манере» «Free Verse»                        | Джон Николелла      | Сюжет: Джим Тромбетта и Шелл Уильямс Сценарий: Джим Тромбетта                               | 4 апреля 1986    | 60005       | 18.0                |
| Писателя одной из латиноамериканских стран Гектора Сандаваля лишили гражданства на родине и выгнали из страны. Дело в том, что в его стране правит военная хунта, а он поэт левого толка. Сандаваль собирается несколько дней провести в Майами, прежде чем отправится далее в Вашингтон. В Майами на него охотятся боевики из его страны, причём как ультраправые, так и ультралевые. Правые хотят разделаться с ним из-за идеологических разногласий, а левые, чтобы потом сделать из него на родине «мученика» и «жертву режима». Приглашённые актёры: Бьянка Джаггер (Кармен), Луис Гусман (боевик), Майкл Бэй (боевик) |            |                                                          |                     |                                                                                             |                  |             |                     |
| 43 | 21         | «Пираты» «Trust Fund Pirates»                            | Джим Джонстон       | Дэниэл Пайн                                                                                 | 2 мая 1986       | 60027       | 16.5                |
| Кто-то разгромил катер наркоторговцев никого не оставив в живых и похитил оттуда весь кокаин. Отдел нравов разыскивает эту банду «пиратов». Приглашённые актёры: Томми Чонг (Джамбо), Чарли Барнетт (Нуги Ламонт), Гэри Коул (Джексон Крэйн), Перри Лэнг (Скип Мюллер), Ричард Белзер (Капитан Хук), Денни Диллон (Флаффи Коллинс), Николь Фоссе (Лани Мюллер) |            |                                                          |                     |                                                                                             |                  |             |                     |
| 44 | 22         | «Сыновья и любимые» «Sons and Lovers»                    | Джон Николелла      | Дэннис Купер                                                                                | 9 мая 1986       | 60008       | 16.1                |
| В Майами приезжает Анджелина, дочь наркобарона Эстебана Кадьдерона, который несколько лет назад был убит полицией. Она рассказывает Рикардо Таббсу, что у неё от него есть ребёнок. Ещё она рассказывает, что у неё есть сводный брат Орландо, который принял на себя все дела своего отца наркобарона. Более того, он тоже собирается приехать в Майами, но уже для того, чтобы отомстить Таббсу за смерть отца. Приглашённые актёры: Джон Легуизамо (Орландо Кальдерон), Ли Якокка (Лидо) |            |                                                          |                     |                                                                                             |                  |             |                     |

## В ролях

### Основной состав
- Дон Джонсон — Джеймс «Санни» Крокетт (22 эпизода)
- Филип Майкл Томас — Рикардо «Рико» Таббс (22 эпизода)
- Эдвард Джеймс Олмос — Мартин Кастильо (22 эпизода)
- Сандра Сантьяго — Джина Калабриз (22 эпизода)
- Оливия Браун — Труди Джоплин (22 эпизода)
- Майкл Тэлботт — Стэнли «Стэн» Свитек (22 эпизода)
- Джон Дил — Лоуренс «Ларри» Зито (22 эпизода)

Также в ролях:
- Мартин Ферреро — Исидор «Иззи» Морено (3 эпизода)

## Выход на DVD и Blu-Ray
| Полиция Майами: Полный второй сезон                                                                    |                       |                        |                        |                        |                        |
| Информация об издании                                                                                  | Информация об издании | Дополнительный контент | Дополнительный контент | Дополнительный контент | Дополнительный контент |
| - 22 эпизода - Набор из 3 дисков - Формат изображения 1.33:1 - Форматы: - Звуковые дорожки: английская |                       |                        |                        |                        |                        |
| Даты выхода на DVD                                                                                     |                       |                        |                        |                        |                        |
| Регион 1                                                                                               | Регион 1              | Регион 2               | Регион 2               | Регион 4               | Регион 4               |
| 22 ноября 2005 года                                                                                    | 22 ноября 2005 года   | 24 июля 2006 года      | 24 июля 2006 года      | 20 июля 2006 года      | 20 июля 2006 года      |